# マグダラのマリアと聖ウルスラのいる聖母子

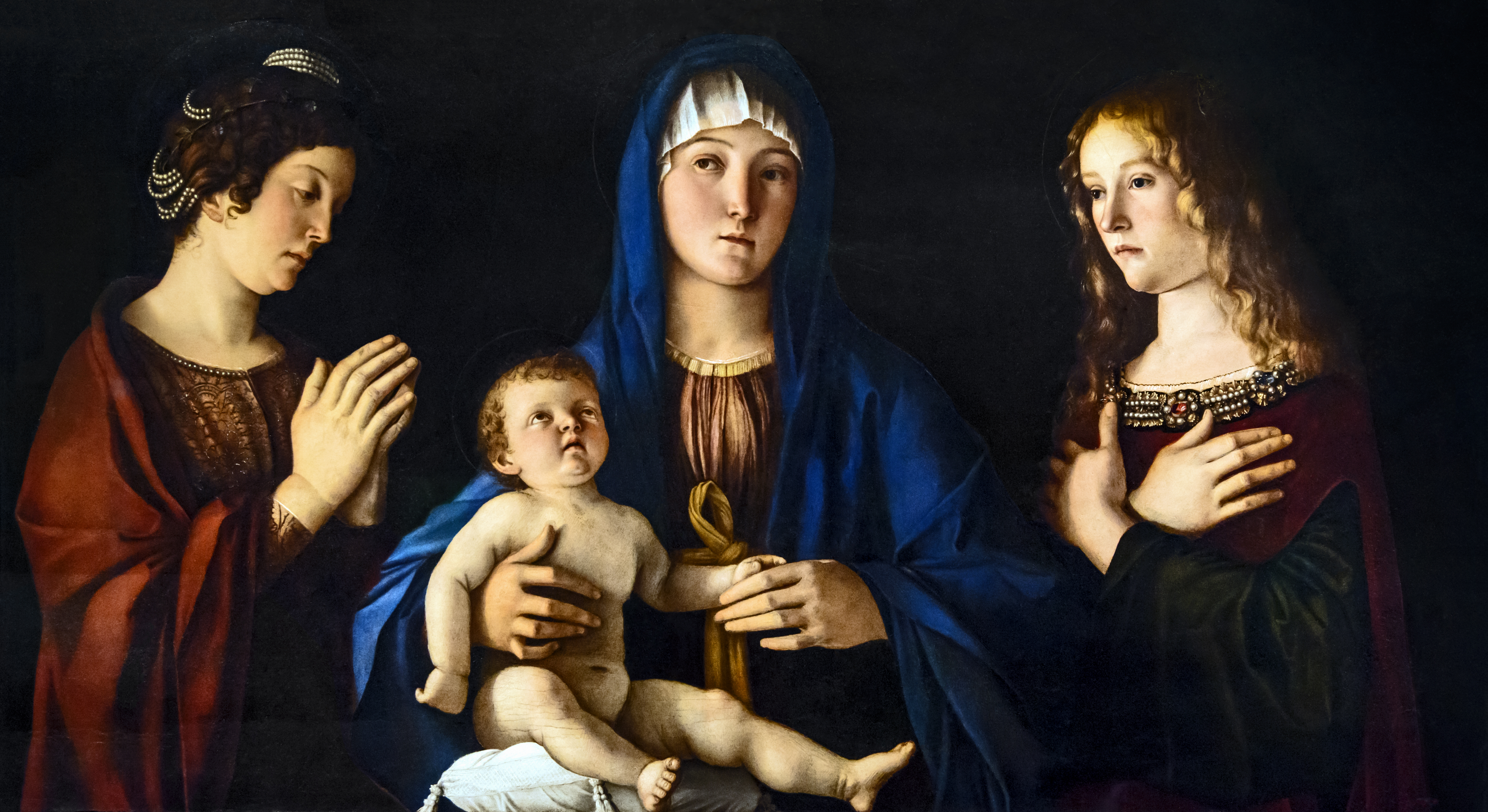
ジョヴァンニ・ベッリーニ『聖カタリナとマグダラのマリアのいる聖母子』(1490年) 、アカデミア美術館 (ヴェネツィア)

『マグダラのマリアと聖ウルスラのいる聖母子』（マグダラのマリアとせいウルスラのいるせいぼし、伊:Madonna col Bambino tra le sante Maria Maddalena e Orsola）は、イタリアのルネサンス期ヴェネツィア派の巨匠、ジョヴァンニ・ベッリーニが1490年に制作した板上の油彩画である。「聖会話」のジャンルに属し、本作は『聖会話』とも呼ばれる。以前は17世紀イタリアの画家のカルロ・マラッタのコレクションに含まれていたが、現在は、マドリードのプラド美術館に収蔵されている。
ヴェネツィアのアカデミア美術館にある、ジョヴァンニ・ベッリーニの『聖カタリナとマグダラのマリアのいる聖母子』と本作は非常に類似している。両作とも、このジャンルの人気を示す数点の複製を含む絵画の一群をなしている。ウルビーノやニューヨークのモルガン・ライブラリーの作品を含め、ほとんどがベッリーニの工房で制作されたか、部分的にのみベッリーニ自身の手になる作品である。
プラドの作品は、聖マグダラのマリアと聖ウルスラを表している。ヴェネツィアのアカデミア美術館の作品との違いは、右側の人物が異なることと、左側の聖人の衣服が変わっていることである。両作品が酷似していることから、本作はベッリーニ熟年期のものと考えられ、おそらくベッリーニの真作であるが、工房作、またはヴェネツィアの作品に相違点を加えた複製であるという見方もある。